# Roosje Vos
Roosje Vos (Amsterdam, 15 agosto 1860 – Groninga, 22 luglio 1932) è stata una sindacalista e politica olandese.

## Infanzia
È quinta dei figli del calzolaio ebreo Jacob Marcus Vos e dell'infermiera Schoontje Jacob Fransman e sorella di Alida, Salomon e Sara Vos, nota autrice di libri sulla famiglia ebrea. 
Suo padre muore quando lei ha sei anni, e nonostante la madre fosse ancora in vita, dall'età di 14 anni viene affidata all'Orfanotrofio per le ragazze ebree olandesi su Rapenburgerstraat, nel vecchio quartiere ebraico di Amsterdam, dove riceve un'educazione ortodossa e dove rimane fino al 1884.
Qui le fu insegnato il mestiere di sarta di lino, professione che esercita in seguito, quando diventa lavoratrice autonoma. Come molte ragazze e donne ebree, lavora come sarta in una delle grandi officine della città. Certo, i migliori posti di lavoro sono disponibili nel settore dei diamanti, ma a quel tempo vengono accettati solo i membri delle famiglie dei lavoratori di diamanti.

## Sindacato
Nel 1897, quando vive con due delle sorelle ad Amsterdam, partecipa ad una riunione del Vrije Vrouwenbeweging ("Movimento delle donne libere") "solo per le donne e le ragazze che usano l'ago", dove incontra Wilhelmina Drucker che le suggerisce di creare il proprio sindacato per le donne e un comitato consultivo. Dell'amministrazione provvisoria fanno parte tre sarte: la signorina Horn come presidente, la signorina Kommers come segretario e la signorina Vos come tesoriere. Nasce così la prima unione sindacale delle donne nei Paesi Bassi.
Roosje Vos è attiva nel nuovo sindacato per sarte prendendo parte alle riunioni dei lavoratori di lino.
Il suo ruolo di leader si conferma il 30 marzo del 1897 quando fonda l'associazione Naaistersbond Allen Een ("Unione di Tutte le Sarte", la prima Unione Federale delle sarte nei Paesi Bassi), con il desiderio di vedere le donne dimostrarsi indipendenti e ne diventa la presidente. In seguito accoglie all'interno altre due donne che avranno un ruolo importante nel sindacato, nate come lei nel quartiere ebreo di Amsterdam: Sani Prijes e Alida de Jong. Naaistersbond Allen Een rappresenta in questo modo uno dei pionieri della organizzazione sindacale, pur rimanendo volutamente indipendente da organizzazioni maschili.

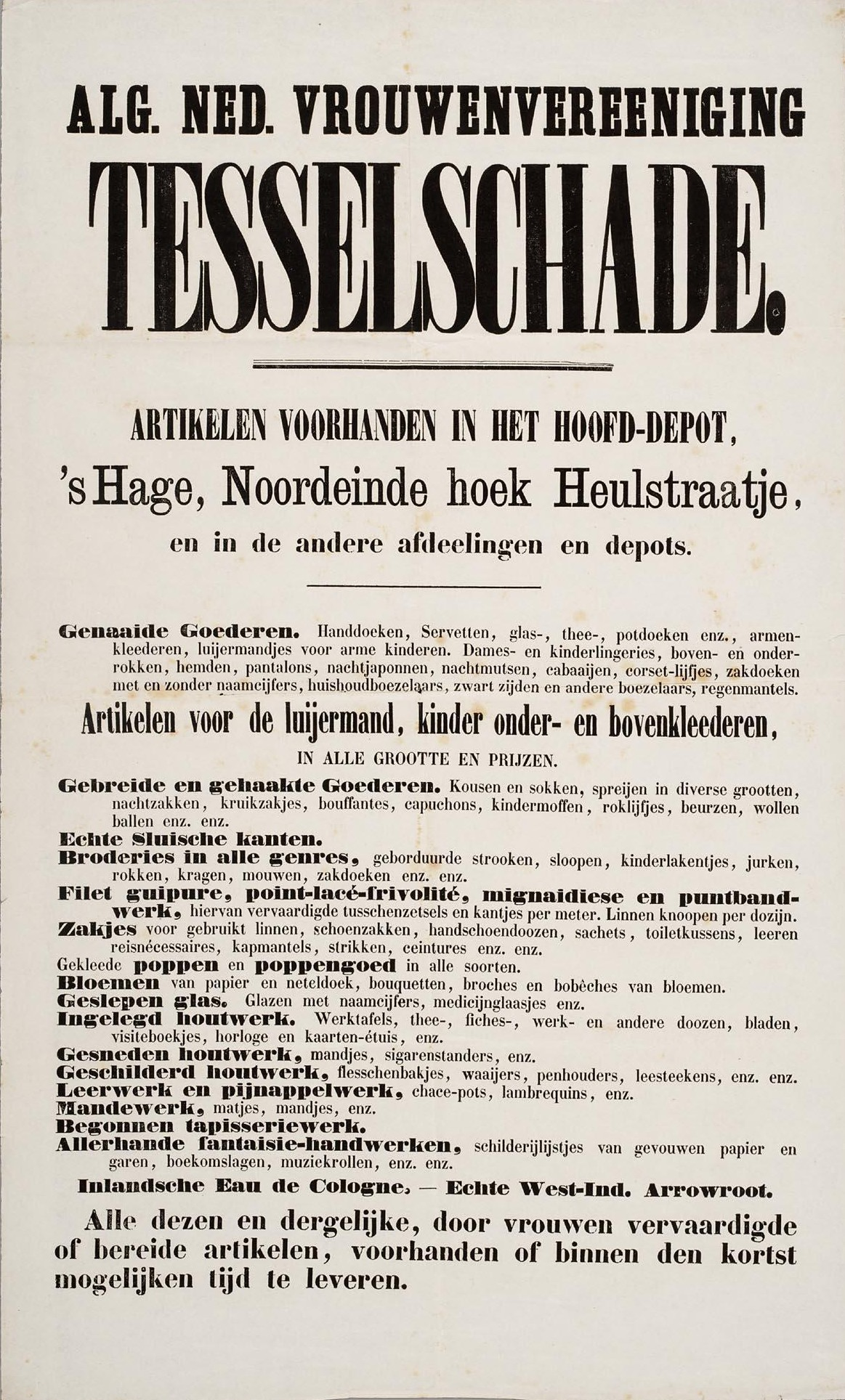
Poster: Archivio "Lista del deposito principale" dell' Associazione Generale delle Donne, l'olandese Tesselschade

L'associazione partecipa alla Mostra Nazionale del lavoro femminile nel 1898 insieme ad altre organizzazioni di donne, attirando l'attenzione a livello nazionale per diverse settimane. L'obiettivo di Roosje Vos e dei suoi colleghi è quello di fare conoscere al grande pubblico il destino delle sarte, le loro lunghe giornate lavorative ed i salari bassi. La loro partecipazione porta ad una maggiore attenzione della mostra alle implicazioni sociali del lavoro delle donne.
Non passa molto e l'organizzazione delle sarte si trasforma in un vero e proprio sindacato con un proprio organo di stampa, la rivista De Naaistersbode (Il Messagero delle Sarte), il cui primo numero viene dato alla stampa il 10 ottobre 1898. Anche se le sue origini erano state tra i lavoratori di lino, ben presto il sindacato riesce a unire tutte le sarte.
D'ora in poi Roosje Vos diventa una delle figure importanti del sindacato olandese e del movimento socialista. Nel 1899 i suoi colleghi la propongono come membro della Camera del Lavoro per le aziende di abbigliamento di Amsterdam, posizione per la quale non viene accettata in quanto lavoratrice autonoma. Oratrice dotata ed eloquente, è spesso l'unica donna presente in occasione di eventi nazionali, come quello del 1900, quando si è rivolta ad un pubblico di settemila persone affiancate dai dirigenti socialisti. In questo caso si stavano difendendo le proposte di azioni industriali, che diventano legge l'anno successivo.

## Politica
In diverse occasioni Vos è in disaccordo con altri leader socialisti del Partito Democratico Sociale dei lavoratori (SDAP): quando respinge l'idea di una giornata lavorativa di dieci ore e sostiene quella di massimo otto ore. Si dichiara per l'abolizione del lavoro a domicilio, che i suoi compagni considerano come un rifugio necessario per le famiglie che altrimenti non potrebbero sussistere. Sostiene il suffragio femminile in un momento in cui i socialisti non includono le donne nelle loro richieste di suffragio universale. Nonostante queste divergenze, la sua posizione di leader socialista diventa sempre più importante nel corso degli anni.
Nel 1909 segue i socialisti radicali e marxisti che formano il Partito socialdemocratico (SDP), una corrente marxista staccata dal SDAP che diventa successivamente il Partito Comunista dei Paesi Bassi (CPH). Nel 1919 viene eletta membro del consiglio provinciale di Groninga, posizione che mantiene fino al 1927.
Anche se inizialmente cerca di continuare il suo lavoro come redattrice del De Naaistersbode, è ormai lontana dalle sue radici e dal sindacato. Per mantenere le distanze dalle prime tensioni ed i primi litigi all'interno del partito, diventa un'attivista nel movimento socialista della sua regione.
I radicali erano un gruppo isolato nel Nord, ma nel 1927 guadagnano abbastanza voti per partecipare al governo provinciale (Provinciale Staten). La maggior parte dei sostenitori di Vos sono lavoratori agricoli e con loro prende parte alle azioni di soccorso per gli affamati nell'Unione Sovietica. Pur dovendo prendersi cura del marito malato (morto nel 1927), fu uno dei fondatori del partito comunista olandese (CPH), per il quale era l'unica candidata parlamentare femmina.
Oggi Roosje Vos è nota come socialista e si ritiene generalmente che il socialismo ha rappresentato una pausa dal suo ebraismo. Si potrebbe concludere, tuttavia, che la sua vita ha seguito un andamento analogo a quello di molte donne ebree radicali in molte parti del mondo. Da questo punto di vista, la sua radicalità socialista fa parte di una tradizione ebraica laica.

## Vita familiare
Il 21 luglio 1903, a Stedum, sposa l'insegnante Melle Gerbens Stel (1860-1927) che aveva conosciuto nel movimento operaio e nel 1922 si trasferisce insieme a lui a Westeremden, nella provincia di Groninga. Qui il marito muore cinque anni dopo, nel 1927. Lei stessa muore per un infarto all'età di 71 anni nel 1932. Dal matrimonio non nascono figli.

## Intitolazioni
Esistono parecchie Rosie Vosstraten intitolate a lei (Groninga, Amsterdam, Eindhoven, Alkmaar, Flessinga e Heemstede). Nel 2004 Els Launspach pubblica il libro per bambini Amicizia Proibita, che parla dell'unione delle sarte di Roosjie Vos. Ad Appingedam esiste la scuola-fondazione Roosje Vos (Roosje Vos 9901, Appingedam).

## Articoli
Oltre ai numerosi contributi alle riviste De Naaisterbode, organo dell'Unione delle sarti olandesi (sotto il suo pseudonimo Erve), La Donna Proletaria , La Tribuna e L'eco del Nord scrive:
- La sarta del passato, presente e futuro: tre schizzi dalla sarta che vive in tre società (4 scene) (Amsterdam 1900), che descrivoni le condizioni pesanti per le donne nei laboratori.
- Casa Industries (Amsterdam 1901).
- Protezione speciale del lavoro femminile (Groninga 1904).
- Perché le donne dovrebbero ricordare stella? (Amsterdam 1905).
- Il ruolo delle donne nella lotta per il comunismo (Amsterdam 1912).